# Wilhelm Ter-Nedden
Wilhelm Ter-Nedden (* 1. Mai 1904 in Aplerbeck bei Dortmund; † 25. März 2000 in Bonn) war ein deutscher Verwaltungsjurist.

## Leben
Ter-Nedden promovierte 1930 an der Rechts- und staatswissenschaftlichen Fakultät der Universität Münster. 1934 trat er der SA und 1937 der NSDAP bei. Von 1933 bis 1945 arbeitete er im Reichswirtschaftsministerium. Während des Kriegs gegen die Sowjetunion war er Ministerialrat im Reichsministerium für die besetzten Ostgebiete unter Alfred Rosenberg.
Nach Gründung der Bundesrepublik war er von 1950 bis 1969 Beamter im Bundesverkehrsministerium. Von 1950 bis 1952 war er Leiter des Referats A 4 (Rechtsetzung, Rechtsförmlichkeit der Gesetze und Verordnungen, Justitiar) und von 1953 bis 1969 Leiter der Abteilung A (Allgemeine Verkehrspolitik und Verkehrswirtschaft). 1969 trat er im Amt eines Ministerialdirektors in den Ruhestand.

## Ehrungen
- 1969: Großes Verdienstkreuz mit Stern der Bundesrepublik Deutschland

## Dissertation
- Das internationale Luftverkehrsrecht nach den von Deutschland geschlossenen Abkommen. Quakenbrück i. Hann. 1930; Münster, R.- u. staatswiss. Diss.